# جریمه (فیلم ۲۰۰۳)
جریمه (به انگلیسی: Detention) یک فیلم سینمایی اکشن آمریکایی محصول سال ۲۰۰۳ میلادی به کارگردانی سیدنی جی. فیوری است.

## داستان
مدرسه تعطیل شده‌است اما چند تن از دانش آموزان باید جریمه شده و در کلاس باقی بمانند. این در حالی است که گروهی آدمکش وارد مدرسه می‌شوند. معلم دانش آموزان یعنی سام دیکر (با بازی دولف لاندگرن) تلاش می‌کند تا جان شاگردانش را در برابر این افراد نجات دهد اما با ورورد نامزد دیکر به مدرسه، همه چیز دوباره به هم می‌ریزد …

## بازیگران
- دولف لاندگرن در نقش سام دیکر